# Вільям Говард Тафт
Ві́льям Го́вард Тафт (англ. William Howard Taft; 15 вересня 1857 — 8 березня 1930) —

## Життєпис

### Ранні роки
Вільям Говард Тафт народився 15 рересня 1857 року в родині Альфонсо Тафта та його другої дружини Луїзи Марії Торрі Тафт. Батько Вільяма, Альфонсо, був державним діячем: спочатку він був суддею суду загальної юрисдикції Огайо, потім — Військовим міністром США, Генеральним прокурором США, послом США в Австро-Угорщині та послом США в Російській імперії. На момент народження Вільяма, Альфонсо був практикуючим юристом. Вільяму було 4 роки, коли в США розпочалась громадянська війна. В 6 років Вільям почав відвідувати школу 16-ого округу в зараз історичному районі Цинциннаті Маунт-Оберн. Хоча родина Тафтів не була релігійною, Тафт із братами змалку відвідував недільну школу при унітаріатській церкві. У 12 років він також відвідував танцювальну школу. В 1870 році Вільям почав відвідувати Вудвордську середню школу в Цинциннаті. В школі він вивчав латинську та грецьку мови, математику, історію, літературу та ораторське мистецтво. Такий навчальний план відкривав двері для вступу до коледжу. На церемонії вручення шкільних атестатів в 1874 році Тафт прочитав промову про виборчі права жінок.

### Навчання в Єльському коледжі (1874—1878)
В 1874 році Тафт вступив до Єльського коледжу. Тафт він так описував свій день, коли був першокурсником: «Підйом о пів на сьомій, як правило, перед сніданком переглядаю свої уроки, сніданок, проповіді, переказ, порпання в книгах до пів на одинадцятої, переказ, обід, порпання в книгах до третьої години, фізичні вправи- півгодини, навчання до п'ятої, переказ, вечеря. Тут я іноді ходжу на пошту. Потім працюю до десятої, іноді до одинадцятої…» Також першокурсник Тафт брав участь у змаганнях з боротьби з другокурсниками. На першому курсі Тафт виграв премію з математики, а на останньому — з твору. Також на першому курсі Тафт став оратором від класу.
Одним із викладачів Тафта в Єлі був Вільям Грем Самнер, відомий соціолог та філософ, а також викладач соціальних і політичних наук в Єльському коледжі. Завдяки Самнеру, Тафт, на який час став піддавати сумніву свої республіканські переконання. В коледжі Тафту подобалось не все, що доводилось вивчати. Він писав: «я не знайшов у цих прозаїчних грецьких трагедіях нічого такого цікавого й захоплюючого, як у реченнях Демосфена». Тафт також нудився на церковних проповідях.
В Єльському коледжі Тафт став членом таємного товариства «Череп і кістки». Для Тафта його членство в товаристві було дуже цінним, і впродовж життя, за нагоди, він відвідував зустрічі товариства. В коледжі Тафт написав кілька есе на політичні теми, серед яких: «Життєздатність Демократичної партії, її причини» (англ. The Vitality of the Democratic Party, Its Causes) та «Професійно-політичні перспективи випускника коледжу» (англ. The Professional and Political Prospects of the College Graduate). Тафт закінчив Єльський коледж в 1878 другим найкращим студентом класу.

### Навчання в Школі права Університету Цинциннаті (1878—1880)
Після закінчення Єльського коледжу, влітку 1878 року Тафт почав читати право в юридичній фірмі свого батька. Восени 1878 року Тафт почав вивчати право в Школі права Університету Цинциннаті. В ті часи, коли ще не набув популярності кейс-метод, тобто техніка навчання, що використовує опис реальних економічних, соціальних і бізнес-ситуацій, в Школі права навчали шляхом викладання студентам правової філософії, а практичний досвід студенти набували в юридичних фірмах. В середньому навчання тривало дві години. Оскільки час дозволяв Тафту також і працювати, він влаштувався юридичним репортером у місцеве видання Cincinatti Commercial. Його робота полягала в тому, щоб відвідувати судові засідання та писати доповіді про них. В 1880 році Тафт закінчив Школу права, та став членом адвокатської колегії Огайо. В 1881 він також покинув репортерську роботу, хоча видавник газети Мурат Голстед пропонував йому 1500 доларів США на рік, що було більше ніж середня зарплатня репортера в ті часи, і влаштувався помічником окружного прокурора округу Гамільтон в Огайо. З цієї посади почалась державна кар'єра Тафта.

### Помічник окружного прокурора
На посаді помічника прокурора Тафт безуспішно намагався побудувати справу проти аудитора Цинциннаті, якого окружний прокурор звинувачував у казнокрадстві: присяжні винесли вирок, що аудитор був невинуватим. Біограф Тафта Генрі Прінґл так змальовує роботу Тафта на посаді помічника окружного прокурора: «Будучи помічником прокурора в Цинциннаті в 1881 році, він добре виконував свою роботу, але не розголошував про це». Однією з гучних в масштабах Цинциннаті справ, з якими Тафту довелось мати справу, було вбивство повії Неллі Стіклі її коханцем Джозефом Пейтоном. Про цю справу писали місцеві газети. Перша спроба засудити Пейтона виявилась невдалою: склад присяжних не дійшов до одностайної думки. Тоді судове розслідування відновилось в 1881 році, коли Тафт вже був помічником окружного прокурора. Адвокатом Пейтона був Томас К. Кемпбел, який в майбутньому став впливовим республіканським політиком в Цинциннаті. Кемпбел будував захист на тому, що Пейтон був очевидно душевнохворою людиною. Присяжним аргументи Кемпбела здались більш переконливими, і Пейтона визнали невинуватим.

### Директор відділу державних зборів (1882—1883) та початок політичної діяльності
В січні 1882 року президент США Честер Артур запропонував Тафту посаду директора відділу державних зборів в окрузі Цинциннаті, і Тафт погодився. В біографа Тафта Прінґла викликає подив, що Тафт погодився, оскільки, ця посада мало що мала спільного з правом. Прінґл висуває версію, що Тафт погодився на цю роботу, щоб сплатити політичні борги свого батька: його завданням було наповнити відділ державних зборів людьми, лояльними президенту Артуру, замість існуючих працівників. Тафт, своєю чергою, зізнавався, що робота йому не подобалась. Він не став звільняти людей, щоб замінити їх прихильниками Артура. Замість цього він сам подав у відставку, продовжуючи перебувати на посаді до 1883 року, коли йому знайшли заміну.
В цей же час Тафт починає політичну діяльність: спочатку в інтересах свого батька, який балотувався на пост губернатора Огайо. Хоча його батько програв вибори, Вільяму Тафту це не завадило просунутись в місцевій республіканській політиці. В Тафта виходило підтримувати дружні стосунки з конкуруючими республіканськими фракціями в Цинциннаті. Наприклад, хоча він часто опонував на місцевих з'їздах республіканців Джорджу Б. Коксу, на особистісному рівні в них були гарні стосунки.

### Юридична фірма Lloyd & Taft та політична діяльність
Пішовши з посади директора відділу державних зборів, Тафт заснував юридичну фірму Lloyd & Taft у партнерстві з колишнім партнером його батька Гарланом Пейджем Ллойдом. За оцінкою біографа Тафта Прінґла, Тафт не досяг великих успіхів у приватній юридичній практиці. Єдиною справою в Тафтовій практиці, яка привернула суспільну увагу, був позов про наклеп проти німецькомовної цинциннатської газети Volksblatt. В цій справі Тафт та Ллойд виступали захисниками газети. Жінка на ім'я Дора Гершель вимагала від газети сплати компенсації в 20 000 доларів, за те, що газета опублікувала історію про те, що коли переслідувала пана Моріца Вєрля по підозрі в крадіжці з продуктової крамниці, його нібито знайшли в її ліжку. Тафт будував захист на тому, що газета брала інформацію від поліції, і що сталася друкарська помилка. Присяжні присудили Гершель компенсацію в 800 доларів.
Влітку 1883 року Тафт здійснив свою першу подорож до Європи, щоб відвідати свого батька, який на той момент був послом США в Австро-Угорщині. Під час цієї подорожі він відвідав Ірландію, Шотландію, Англію, а також провів три тижні у Відні, а потім завітав до Швейцарії, щоб зустрітись із другом дитинства. Повернувшись до Цинциннаті восени 1883 року, Тафт знову поринув у політичне життя. Хоча він підтримував президента Честера Артура, коли Республіканська партія вирішила висунути Джеймса Блейна кандидатом в президенти, Тафт також підтримав цей вибір та агітував за Блейна. В Цинциннаті Тафта призначили головним наглядачем за виборами. Прінґл писав, що завдання Тафта полягало в тому, щоб запобігти фальсифікаціям під час голосування, однак «запобігання фальсифікаціям на виборах в Цинциннаті в 1884 році було абсолютно неможливим. Тож Тафт задовольнився тим, що запобіг якомога більшій кількості фальсифікацій з боку демократів.»
В 1886 році Тафт одружився із Гелен Геррон, яку всі називали Неллі, дочкою цинциннатського юриста Джона Вільямсона Геррона та Гаррієт Колінз Геррон. Молода пара вирушила у європейську подорож під час свого медового місяцю: вони відвідали Францію, Англію та Шотландію.

### Суддя суду загальної юрисдикції Огайо (1887—1890)
В 1887 році з'явилась вакансія в суді загальної юрисдикції Огайо, оскільки діючий суддя Джадсон Гармон, який пізніше став Генеральним прокурором США, а потім — губернатором Огайо, вирішив піти у відставку та зайнятись приватною практикою. Посада судді в загальному суді юрисдикції Огайо була виборною. Однак закон передбачав, що в разі виникнення вакансії, губернатор Огайо мав право призначити суддю. Гармон рекомендував призначити на своє місце Тафта, і тодішній губернатор Огайо Джозеф Бенсон Форакер призначив Тафта суддею, із застереженням, що той мав покинути суд через рік. Проте Тафт вирішив не покидати посаду судді. Побувши на посаді 14 місяців, він взяв участь у виборах на посаду судді, та виграв їх.
Більшість справ, з якими Тафт мав справу в суді, були повсякденного характеру: формулювання в договорах, заповіти та кодекси. Верховний суд Огайо здебільшого підтверджував рішення Тафта. Іноді Верховний суд Огайо скасовував його рішення в справах, що стосувались муніципальної влади Цинциннаті. Прінґл зазначав, що Тафт не дуже поважав цинциннатську міську владу, і Прінґл висунув версію, що він тлумачив закон не на її користь.
Найбільш відомою справою судді Тафта була справа щодо спору між профспілкою каменярів та компанією-постачальником вапняку. Профспілка, Bricklayers Union № 1, бойкотувала компанію Parker Bros, тому що та відмовилась поновити на роботі працівника-члена профспілки та виплатити за нього штраф. Тоді профспілка розіслала циркуляр, в якому повідомлялось, що члени профспілки не працюватимуть на компанії, що співпрацюють з компанією Parker Bros. Такий циркуляр отримала і компанія Moores Limestone Co, яка була позивачем у даній справі. Moores Limestone Co була постачальником вапняку, і, не дивлячись на циркуляр, все ж таки продала вапняк Parker Bros. Тоді профспілка оголосила бойкот і компанії Moores Limestone Co, а також розіслала циркуляр, в якому повідомлялось, що члени профспілки не працюватимуть на компанії, які використовували матеріали Moores Limestone Co. Компанія-постачальник вапняку звернулась із позовом до суду, вимагаючи відшкодування збитків. Тафт ухвалив рішення на користь компанії, вказавши, що профспілка зловмисно завдала збитків компанії, примушуючи, а не переконуючи, її клієнтів відмовитись від співпраці з компанією. Рішення Тафта в цій справі потім використовувалось проти нього під час президентської кампанії 1907—1908 років, коли Тафт намагався стати кандидатом в президенти США від Республіканської партії США.

### Початок кар'єри на федеральному рівні
У липні 1889 року виникла вакансія у Верховному суді США. Прінґл писав, що Тафт тягнув за усі ниточки, щоб отримати призначення до Верховного суду, хоча й стверджував, що можливість того, що його призначать до Верховного суду була на межі фантастики. Головним прихильником призначення Тафта на посаду судді Верховного суду був губернатор Огайо Джозеф Бенсон Форакер. Однак, як писав Алфіус Мейсон, в Білому домі негативно ставились до призначення молодої людини із скромними досягненнями, тільки щоб задовольнити республіканців Огайо. Замість посади судді Верховного суду США, президент США Бенджамін Гаррісон запропонував Тафту посаду Генерального соліситора США — юриста, який представляв уряд у справах, що розглядались у Верховному суді США, і Тафт прийняв пропозицію Гаррісона.
У 1890 році Тафта було призначено Генеральним соліситором США, і родина Тафтів переїхала з Цинциннаті до Вашингтону. Завдяки посаді Генерального соліситора, в Тафта з'явились важливі знайомства серед вашингтонської еліти. Зокрема, Тафт встановив тісні зв'язки із Генеральним прокурором Вільямом Міллером та суддями Верховного суду США. Тафт також встановив контакти з верховодами Республіканської партії, включаючи Теодора Рузвельта. Крім того, на цій посаді він придбав релевантний досвід, оскільки займався конституційним правом та процесом.
У 1891 році Конгрес США створив федеральний апеляційний суд в кожному окрузі США. Тафт знову доклав зусиль для того, щоб його призначили федеральним суддею. Сенатор від Огайо Джон Шерман клопотав про призначення Тафта на посаду федерального судді Апеляційного суду Шостого округу. В березні 1892 року Тафт подав у відставку з посади Генерального соліситора та став суддею Апеляційного суду Шостого округу, який знаходився в Цинциннаті. На додаток до Огайо, під юрисдикцією суду також знаходились штати Кентуккі, Мічиган та Теннессі. Тафт перебував на посаді федерального судді протягом восьми років з 1892 по 1900 рік.
Хоча посада судді не дозволяла Тафту активно займатись політикою, він за нею слідкував. Він спочатку був засмучений тим, що Республіканська партія висунула кандидатом в президенти США Вільяма Мак-Кінлі, оскільки був про нього невисокої думки. Однак вже в березні 1896 року він змінив думку щодо перспектив Мак-Кінлі виграти президентські вибори. Мак-Кінлі виграв вибори та став президентом США. В 1897 році однокурсник Тафта по Єльському коледжу Джон Едісон Портер, який був Секретарем Президента, спитав Тафта, чи погодився би той стати Генеральним прокурором США. Однак, це була неофіційна пропозиція і з неї нічого не вийшло.

### Викладання в Школі права Університету Цинциннаті
У 1896 році Тафт став деканом і викладачем Школи права Цинциннатського університету. Він викладав предмет «Майнові права» і читав лекції протягом двох годин на тиждень. Студенти Тафта згадували, що він був сповнений енергії. Він поєднував свою лекцію із опитуванням студентів протягом години. Йому рідко не вдавалось поставити запитання кожному студенту класу, і був досить суворим, коли якийсь студент не міг відповісти. Одна місцева газета опублікувала малюнок студентів, які грали в покер під час лекції. Тафт був розлючений, коли прийшов на лекцію. Він сказав, що виключатиме всіх молодих людей, яких визнають винними у грі в покер під час лекцій. Однак, коли невдовзі після цього п'ятеро чи шість із них зізналися, він лише жорстко вилаяв їх у класі. Він також запровадив кейс-метод, як метод викладання права.

### Подальша кар'єра на федеральному рівні
В січні 1900 року Тафт отримав телеграму від президента США Вільяма Мак-Кінлі із проханням, щоб Тафт приїхав до Вашингтону. Приїхавши до Вашингтону Тафт дізнався причину такого виклику: президент США та Військовий міністр Еліху Рут просили Тафта очолити комісію, яка б забезпечила м'який перехід від військового до громадянського правління на Філіппінах. Тафт вагався, оскільки в нього були сумніви в правильності придбання Філіппін США, а також він побоювався, що його перебування на Філіппінах стане перепоною в призначенні його суддею Верховного суду США. Мак-Кінлі та Рут взялись переконувати його, що його відмова від посади федерального судді не означатиме кінця його суддівської кар'єри. Мак-Кінлі завірив Тафта, що якщо він залишиться президентом США, то він, за нагоди, призначить Тафта суддею Верховного суду. Зрештою, Тафт погодився і в 1901 році був призначений Генерал-губернатором Філіппін. Тафт так захопився своїми обов'язками на Філіппінах, що неохоче передав їх наступнику в 1904 році. Його навіть не звабила пропозиція президента США Теодора Рузвельта в 1902 році стати суддею Верховного суду США замість судді Джорджа Шираза, коли той оголосив про свій намір піти у відставку. Рузвельт наполягав, і Тафт вже погодився, однак, на Філіппінах піднявся галас із проханням залишити Тафта, якого там сприймали як рятівника. Тоді президент Рузвельт погодився, щоб Тафт залишився на Філіппінах.
В 1904 році Військовий міністр Еліху Рут пішов у відставку і президент Теодор Рузвельт призначив замість нього Тафта. Тафт погодився, тим більше, що ця посада і надалі дозволяла йому займатись філіппінськими справами. Він також брав участь у президентській кампанії 1904 року, агітуючи за Рузвельта. Коли Тафт став Військовим міністром США посилились чутки, що наступним ступенем його кар'єри стане посада Голови Верховного суду США. Однак тодішній Голова Верховного суду Мелвіл Фулер рішуче виявляв своє бажання залишатись на посаді. В 1906 році помер суддя Верховного суду Генрі Біллінґз Браун, і в суді виникла вакансія. Однак на той час в Тафта вже виникли президентські амбіції, тим більше, що Рузвельт вирішив не балотуватись на третій строк, і бачив у Тафті свого наступника.

### Висування в кандидати в президенти США та президентська кампанія 1908 року
Теодор Рузвельт використав свій вплив в Республіканській партії, щоб партія висунула Тафта кандидатом на президентських виборах 1908 року. Зв'язки Тафта з республіканськими консерваторами Сходу, в комбінації із прогресивними прихильниками Рузвельта на заході, забезпечили Тафту відносно легку перемогу на президентських виборах 1908 року. До присяги Тафта приводив вже помітно слабкий Голова Верховного суду Мелвіл Фулер. Під час президентства Тафта він сильно розійшовся у поглядах із Теодором Рузвельтом, і останній, здається, жалкував про свою роль у висуненні Тафта на посаду президента США.
У 1912 році Рузвельт, відносини якого з Тафтом стали напруженими, спробував після перерви знову виставити свою кандидатуру, проте Республіканська партія відхилила його амбіції і висунула Тафта на другий термін. Тоді Теодор Рузвельт створив власну Прогресивну партію та балотувався від неї. Від такого розпорошення республіканського електорату програли і Тафт, і Рузвельт, а президентом був обраний демократ Вудро Вільсон. Президентство Тафта охарактеризувалось деяким посиленням ролі держави у економіці.

### Призначення Головою Верховного суду США
У 1921 році був призначений Головою Верховного суду США, ставши єдиним президентом, який обіймав посаду у Верховному суді. Він пішов у відставку за місяць до смерті.

## Діяльність на посаді Генерального соліситора США
Тафт вступив на посаду Генерального соліситора США у лютому 1890 року. Роль Генерального соліситора — представляти федеральний уряд США в справах, що розглядаються у Верховному суді США. Коли він приступив до роботи, накопичилось багато роботи, оскільки його попередник, Орлоу Чемпен, помер в січні 1890 року. Тафт не був впевнений, що він був достатньо кваліфікованим, щоб впоратись з обов'язками Генерального соліситора: як він сам визнавав, він погано знав федеральне законодавство. Крім того, він не був впевнений в своїх ораторських здібностях. Тафт писав своєму батькові, що йому здавалось, що йому важко втримати увагу суддів, і, що, як йому здавалось, під час однієї з його промов судді займались іншими справами: читали листи, їли, виправляли граматичні помилки в документах.
Не дивлячись на такі побоювання, Тафт виявився досить успішним Генеральним соліситором: він програв лише 2 з 18 справ, в яких йому довелось виступати.
Однією з найважливіших справ, якою Тафту довелося займатись на посаді Генерального соліситора, — справа щодо вилову тюленів в Беринговому морі. США затримували судна, які виловлювали тюленів в Беринговому морі. Така практика викликала протести з боку Великобританії. Час від часу власники заарештованих суден оспорювали арешт у федеральних судах США. Британський уряд подав до Верховного суду США клопотання із проханням заборонити Федеральному окружному суду Аляски відчужити раніше затримане канадське судно W. P. Sayward. Тафт склав відповідь на клопотання британського уряду. Верховний суд відмовився втручатися у відчуження канадського судна і погодився з аргументом Тафта, що іноземний уряд не міг, під час дипломатичних переговорів щодо питання, клопотати про перегляд питання в іншій гілці владі, тобто судовій владі.
Крім того, на посаді Генерального соліситора Тафт відзначився тим, що запровадив традицію визнання помилки: якщо уряд переміг у суді нижчої інстанції, але Генеральний соліситор не погоджується з результатом, Генеральний соліситор може визнати помилку, після чого Верховний суд скасовує рішення суду нижчої інстанції та повертає справу на повторний розгляд. Практика визнання помилки стосується здебільшого кримінальних засуджень і може мати місце з низки причин: присяжні були обрані несправедливо, суддя дав присяжним помилкові інструкції, або недостатня кількість доказів для винесення вердикту. Тафт визнав помилку у справі вбивства, яка розслідувалась у східному окрузі Техаса. Тафт вказав на те, що під час розгляду справи в суді першої інстанції було представлено свідчення з чужих слів, яке не мало бути доказом у справі. Він звернувся до Верховного суду з проханням скасувати вердикт, за яким обвинувачений був оголошений винним. Верховний суд виконав прохання Тафта.

## Праці Тафта

### Вибрані статті
- «Межі між виконавчою, законодавчою та судової владами» (англ. Boundaries between the Executive the Legislative and the Judicial Branches of the Governrnent; 1915) — в журналі Yale Law Journal
- «Можлива та необхідна реформа у сфері здійснення правосуддя у федеральних судах» (англ. Possible and Needed Reform in the Administration of Justice in the Federal Courts; 1922) — в журналі Annual Reports of American Bar Association

## Портрети

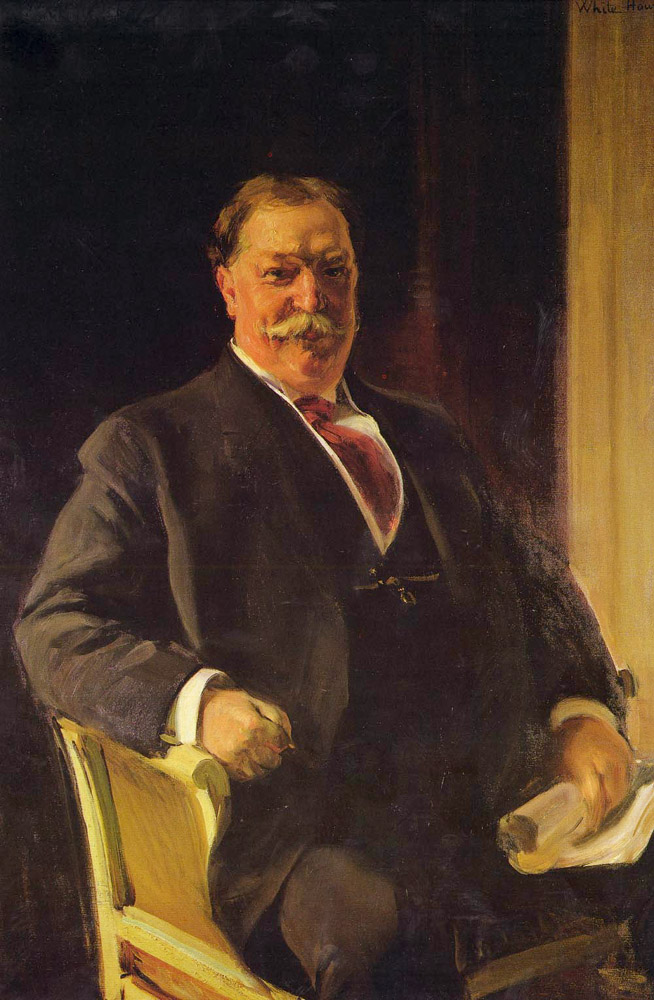
Хоакін Соролья. «Президент США Вільям Тафт», 1909